# Grčac
Grčac (en serbe cyrillique : Грчац) est une localité de Serbie située dans la municipalité de Smederevska Palanka, district de Podunavlje. Au recensement de 2011, elle comptait 1 094 habitants.
Grčac est officiellement classé parmi les villages de Serbie.

## Géographie
La communauté locale de Grčac a été créée en 1946 ; le village était auparavant situé sur le territoire d'Azanja. Il se trouve à 5 km de Smederevska Palanka et porte le nom d'un cours d'eau qui traverse son territoire. Il comporte les hameaux de Kamenac, Medvednjak, Vini Do, Novaci et Padalište.

## Histoire
Grčac est mentionné pour la première fois en 1784. Le hameau de Medvednjak a été fondé en même temps que Grčac et il porte le nom d'une source et d'un ruisseau situé sur ton territoire ; il est situé à l'est de la localité, près de la limite entre Grčac et Golobok, à l'écart des principaux axes de communication.

## Préhistoire
Grčac est connu pour son important site archéologique remontant au Néolithique. On y a trouvé les vestiges de nombreux bâtiments, avec toutes sortes d'armes et d'outils en pierre et en os, dont des outils utilisés dans une boulangerie. Parmi les découvertes réalisées figurent des terres cuites, dont l'une représente une femme dans la position d'un fœtus, et l'autre un autel à trois pieds avec des figures humaines, caractéristiques de la culture de Vinča et conservées au Musée national de Smederevska Palanka.

## Démographie

### Évolution historique de la population
| 1948  | 1953  | 1961  | 1971  | 1981  | 1991  | 2002  | 2011  |
| ----- | ----- | ----- | ----- | ----- | ----- | ----- | ----- |
| 1 498 | 1 470 | 1 454 | 1 391 | 1 308 | 1 299 | 1 176 | 1 094 |

|  |